# NGC 328
NGC 328 là một thiên hà xoắn ốc trong chòm sao Phượng Hoàng. Nó được phát hiện vào ngày 5 tháng 9 năm 1836 bởi John Herschel. Nó được Dreyer mô tả là "rất mờ nhạt, mở rộng một chút, ở giữa rất sáng hơn, theo sau (phía đông) 2", bên kia là NGC 323.